# Los Campanarios II
Los Campanarios II está enclavado en el Macizo Central de los Picos de Europa o macizo de los Urrieles, en Asturias.